# Щетініна Людмила Миколаївна
Людмила Миколаївна Щетініна (нар. 6 червня 1951, Миколаїв) — поет, критик, журналіст, літературознавець. Літературний псевдонім — Алена Русская.

## Життєпис
Народилася 6 червня 1951 року в м. Миколаєві. Закінчила зі срібною медаллю миколаївську ЗОШ № 7 (1968), машинобудівний факультет Миколаївського кораблебудівного інституту імені С. О. Макарова (нині — Національний університет кораблебудування імені адмірала Макарова) (з відзнакою, 1974) та філологічний факультет Миколаївського педагогічного інституту (нині — Миколаївський національний університет імені В. О. Сухомлинського) (1990). Кандидат філологічних наук (1993). Член Національної спілки письменників України (Миколаївська обласна організація, з 2015 р.), член Національної спілки журналістів України (з 2008 р.).
В різні роки працювала інженером, викладачем ПТУ, будівельного технікуму, у середніх освітніх закладах. В 1993 році захистила кандидатську дисертацію «Роман Булгакова „Майстер і Маргарита“: генезис й особливості поетики». З 1993-го по 2000-й рік працювала в Миколаївському обласному інституті вдосконалення вчителів (нині — Миколаївський інститут післядипломної педагогічної освіти) спочатку викладачем кафедри філософії освіти, потім завідувачкою кафедри соціогуманітарної освіти. На вірші Людмили Щетініної написані пісні та романси О. Гоноболіна, В. Коршунова, О. Шевченка.

## Літературна діяльність
Автор більше 144 статей з питань літератури та мистецтва в періодиці та літературно-художніх збірниках.
Книги:
- «Путь к себе» (2005),
- «Рождественский триптих» (2005),
- Млечный путь / Алена Русская. — Николаев: ЧП Шамрай. — Кн. 3. : Стихи для тебя. — 2009. — 111 с. : ил.
- Завещание мастера: роман М. А. Булгакова «Мастер и Маргарита»: учеб. пособ. / Л. Щетинина. — Николаев: Издательство ЧГУ им. Петра Могилы, 2011. — 160 с.
- «Миколаїв: особистості» (2017),
- «Я — баба» (2017).

Вірші:
- Утро: [вірш] // Південна правда. — 1985. — 23 листоп.
- Сыну ; Живопись: [вірші] // Ленінське плем'я. — 1990. — 6 трав.
- Не все потеряно, не все… [стих] // Молодежь Николаевщины. — 1991. — 19 окт.
- Скифия ; Многоликость ; Истина: [стихи] // Южная правда. — 2001. — 22 февр.
- Рождественский триптих: стихи / Алена Русская ; вступ. сл. Д. Креминя. — Николаев: КВИТ, 2004. — 82 с.
- Путь к себе: стихи / Алена Русская. — Николаев: ЧП Шамрай, 2005. — 110 с. : ил.
- Стихи любви и памяти // Южная правда. — 2005. — 20 окт.